# Naturschutzgebiet Rempel
Das Naturschutzgebiet Rempel mit einer Größe von 5,51 ha liegt östlich von Deifeld im Stadtgebiet von Medebach. Es wurde 2003 mit dem Landschaftsplan Medebach durch den Hochsauerlandkreis als Naturschutzgebiet (NSG) ausgewiesen. Das NSG ist ebenfalls Teil des Europäischen Vogelschutzgebietes Medebacher Bucht (DE-4717-401). Das NSG ist im Norden und Osten vom Landschaftsschutzgebiet Medebacher Norden: Düdinghauser Hochmulde, Talräume und Hangflächen umgeben.

## Gebietsbeschreibung
Im NSG befinden sich um ein südexponierter Hangbereich mit Magerweiden und Gebüschen und im Talbereich Feuchtgrünland und Mähwiesen. Der Neuntöter brütet im NSG.

## Pflanzenarten im NSG
Im NSG kommen gefährdete Pflanzenarten vor. Auswahl vom Landesamt für Natur, Umwelt und Verbraucherschutz Nordrhein-Westfalen dokumentierter Pflanzenarten im Gebiet: Acker-Witwenblume, Aufrechtes Fingerkraut, Berg-Platterbse, Breitblättriger Thymian, Echtes Labkraut, Echtes Mädesüß, Färber-Ginster, Gamander-Ehrenpreis, Geflecktes Johanniskraut, Gewöhnliche Kreuzblume, Gewöhnlicher Dornfarn, Gewöhnliches Ferkelkraut, Gras-Sternmiere, Heidelbeere, Kleine Bibernelle, Kleiner Wiesenknopf, Kleines Habichtskraut, Knolliger Hahnenfuß, Kriechende Hauhechel, Magerwiesen-Margerite, Moor-Labkraut, Moschus-Malve, Rundblättrige Glockenblume, Scharfer Hahnenfuß, Spitz-Wegerich, Spitzlappiger Frauenmantel, Sumpf-Schachtelhalm, Sumpf-Vergissmeinnicht, Sumpf-Weidenröschen, Vogel-Wicke, Wiesen-Bocksbart, Wiesen-Kümmel, Wiesen-Platterbse und Zaun-Wicke.

## Schutzzweck
Das NSG soll das Grünland mit seinem Arteninventar schützen. Wie bei allen Naturschutzgebieten in Deutschland wurde in der Schutzausweisung darauf hingewiesen, dass das Gebiet „wegen der Seltenheit, besonderen Eigenart und Schönheit des Gebietes“ zum Naturschutzgebiet erklärt wurde.